# Luis Ezpelosín
Luis Ezpelosín Sanguinetti (Caracas, Venezuela, 9 de marzo de 1855 - ibídem, 18 de abril de 1921) fue un educador e ingeniero venezolano.

## Biografía
Hijo de Luis Ezpelosín Tovar y Atilia Sanguinetti Rodríguez. Recibió desde pequeño una cuidada educación y al finalizar los estudios primarios, ingresó al colegio Santa María, donde tuvo como profesores a Agustín Aveledo, Ángel Rivas Baldwin, Juan Vicente González, Manuel María Urbaneja, Luis Sanojo y Rafael Villavicencio. Culminó la secundaria en dicho colegio en noviembre de 1873. La Universidad Central de Venezuela le otorgó el grado de agrimensor público y en 1874 el de bachiller en ciencias. Se matriculó en la Universidad Central de Venezuela en junio de 1875 para estudiar ciencias médicas y egresó de esta institución en noviembre de 1878 como bachiller en medicina y cirugía.
Ejerció la medicina por algún tiempo en la región de El Callao y posteriormente, se dedicó por entero a la docencia. Desde comienzos de 1881, se desempeñó como rector del Colegio Nacional de Coro hasta junio de 1886, cuando renunció. En mayo de 1890 fue designado director de la Escuela Politécnica venezolana en Caracas, cargo que abandonó temporalmente en 1894, cuando el general Joaquín Crespo lo nombró ministro de Instrucción Pública. Durante los 9 meses en  que Luis Ezpelosín estuvo como ministro (de junio de 1894 a febrero de 1895), unificó la orientación de la enseñanza primaria; mejoró las bases económicas del magisterio en general; reorganizó los cuadros de funcionarios de instrucción popular; introdujo modificaciones en las escuelas normales, con el fin de lograr una mejor preparación de sus alumnos; decretó la organización general de la instrucción primaria en Venezuela, con el propósito de hacer realidad la educación universal, gratuita y obligatoria; organizó la Escuela de Artes y Oficios y la puso bajo la inspección del Colegio de Ingenieros; en la Universidad Central, creó los cursos de prácticas  forenses, clínica médica y anatomía patológica, clínica quirúrgica, clínica de obstetricia y ginecología, idioma italiano y alentó y dinamizó la Escuela de Ingeniería. 
Del Ministerio, Ezpelosín pasó un corto período en la administración de la aduana de La Guaira (1896) y regresó a la Dirección de la Escuela Politécnica, la cual fue transformando gradualmente, gracias a sus conocimientos pedagógicos, hasta lograr un instituto docente de excelente calidad. En 1904, la Politécnica cambia su nombre al de Colegio Nacional de Varones; después se hace Federal; en 1915, pasa a ser el liceo Caracas y finalmente, el liceo Andrés Bello, como se le conoce actualmente. Esta institución educativa fue dirigida cerca de 30 años por Ezpelosín, quien marcó una época dentro de la cultura y la educación venezolana.